# Eliza Doolittle (personaje)

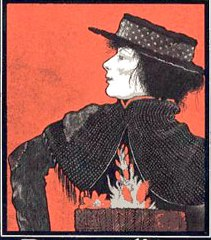
La Sra. Patrick Campbell como Eliza en la obra Pygmalion de 1913.

Eliza Doolittle es un personaje de ficción protagonista de la obra de teatro Pigmalión del dramaturgo irlandés George Bernard Shaw (1912), de la versión musical de la obra, My Fair Lady, y de las versiones para cine.
Eliza es una florista callejera del East End londinense que tiene un encuentro fortuito con el profesor de fonética Henry Higgins.  Higgins accede a darle clases de dicción tras una apuesta con el coronel Pickering para convertir a la vendedora ambulante en una dama de la alta sociedad en seis meses.
La historia acaba con varios finales según la versión, entre el original y más trágico en el que Eliza rechaza a Higgins tras conocer la apuesta dándose cuenta este de sus sentimientos hacia ella, y otro más holliwoodiense en el que ambos se enamoran.

## Actrices
- Mrs. Patrick Campbell, actriz que interpretó el papel la primera vez que se representó en Londres, en 1914.
- Wendy Hiller. Shaw la seleccionó tras su interpretación de su obra teatral para repetir en la versión cinematográfica de 1938.[1]
- Julie Andrews en la adaptación al musical de Broadway My Fair Lady (1956), de Lerner y Loewe (basado en la película de 1938).[2]
- Audrey Hepburn caracterizó al personaje en el musical cinematográfico homónimo de 1956. El My Fair Lady, de George Cukor[3] obtuvo 8 Óscars, pero no el de mejor actriz.

## Versiones modernas
- Keira Knightley se barajó para el papel en el remake del film de 1964 previsto para 2012 y actualmente suspendido por Columbia Pictures.[4]

## En España
- Catalina Bárcena (1920).
- Elvira Noriega (1943).
- Marisa de Leza (1964).
- Marilina Ross (1979, en televisión).